# Disortografia
La disortografia è un disturbo specifico della scrittura che non rispetta regole di trasformazione del linguaggio parlato in linguaggio scritto non imputabile alla mancanza di esperienza o a deficit motori o sensoriali. 
Alla disortografia si affianca spesso la disgrafia che è un disturbo del ritmo neuromotorio della scrittura (nulla a che fare con la calligrafia) non sempre dipendente da altri disturbi specifici dell'apprendimento.
I sintomi della disortografia possono essere omissioni di grafemi o parti di parola (es. pote per ponte o camica per camicia), sostituzioni di grafemi (es. vaccia per faccia; parde per parte), inversioni di grafemi (es. il per li; spicologia per psicologia).

## Descrizione
La disortografia è la difficoltà a tradurre correttamente i suoni che compongono le parole in simboli grafici; essa si presenta con errori sistematici che possono essere così distinti:
- confusione tra fonemi simili:

Il soggetto confonde cioè i suoni alfabetici che si assomigliano, ad esempio F e V; T e D; B e P; L e R, ecc.
- Confusione tra grafemi simili:

In questo caso il soggetto ha difficoltà a riconoscere i segni alfabetici che presentano somiglianza nella forma, ad esempio: b e p;
- Omissioni

È frequente che il soggetto tralasci alcune parti della parola, ad esempio la doppia consonante (palla- pala); la vocale intermedia (fuoco-foco); la consonante intermedia (cartolina-catolina).
- Inversioni

Questo tipo di errore riguarda le inversioni nella sequenza dei suoni all'interno della parole, ad esempio: sefamoro anziché semaforo.
La disortografia può derivare da una difficoltà di linguaggio, da scarse capacità di percezione visiva e uditiva, da un'organizzazione spazio-temporale non ancora sufficientemente acquisita, da un processo lento nella simbolizzazione grafica.
È un disturbo che si presenta quando dalla forma si passa al contenuto, quando c'è il problema della scrittura come mezzo di comunicazione, con la necessità di rispettare l'ortografia delle parole.

### Abilità di base particolarmente compromesse
- Difficoltà di linguaggio
- Scarse capacità di percezione e discriminazione visiva e uditiva
- Organizzazione e integrazione spazio-temporale non ancora acquisita
- Processo lento nella simbolizzazione grafica.
- Dominanza laterale non adeguatamente acquisita